# Бердичевский, Яков Исаакович
Я́ков Исаа́кович Бердиче́вский (род. 11 марта 1932, Киев) — советский филолог, литератор, музейный работник, библиофил, собиратель и исследователь книжных знаков. Меценат, в 1987 году передавший в дар городу Киеву собиравшуюся им более 30 лет коллекцию «Пушкиниана» для организации Киевского музея А. С. Пушкина (открыт 28 мая 1999 г.).

## Биография
Яков Исаакович Бердичевский родился 11 марта 1932 года. В 1954 году окончил Ленинградский государственный университет. Работал журналистом и библиографом.
По возвращении в Киев в 1960 году работал в Академии архитектуры, ряде киевских музеев, принимал активное участие (1970—1978) в создании Музея народной архитектуры и быта Украины в Пирогове (под Киевом). Собрал одну из примечательнейших личных библиотек Киева и наиболее значимую на Украине коллекцию книжных знаков.
Десятки организованных им историко-культурных выставок (не только на Украине, но и в других регионах СССР) всегда сопровождались им же и подготовленными каталогами, буклетами и др. Активный член крупнейших библиофильских объединений, с момента их учреждения — Всероссийская ассоциация библиофилов, Национальный союз библиофилов (Москва), «Бироновы конюшни» (Санкт-Петербург) и др. Член редколлегий и общественных советов ряда периодических и продолжающихся изданий («Библиофилы России», «Альманах библиофила», «Российский экслибрисный журнал», «Библиофильские известия», «Иерусалимский библиофил» и др.).
С осени 1994 года проживает в Берлине (Германия), продолжая свои культурологические и библиофильские разыскания.
За эти годы опубликовано более 200 статей, обзоров, заметок, около двух десятков отдельных изданий, среди которых девять выпусков продолжающейся серии «Книжные знаки мастеров графики», «Народ книги» — труд, посвященный истории еврейского библиофильства в России (три издания) и др.

## Отзывы и критика
Мирон Петровский: 

Он коллекционер и систематизатор, он собирает вещи и сведения. С коллекционерской точки зрения сведения могут представляться особыми, виртуальными вещами; с информационной точки зрения материальные вещи можно толковать как своего рода сообщение — о самих себе. Так что занимаясь тем или другим, он, по сути, делает одно и то же, он целостен и целеустремлен в разнообразии своих занятий. В отличие от так называемых ученых, он не создает теорий, не выдвигает концепций, не предлагает новых идей; его забота иная — собирание, накопление и упорядоченное сохранение фактов культуры, то ли в предметном, то ли в информационном виде. Культура при этом предстает чем-то вроде бесконечной борхесовской книги, где одна строчка написана на одном языке, вторая напечатана на другом, а третья глаголет обломком амфоры. Он — жрец этой книги, и дай Бог так называемым ученым его осведомленность: знаточество жреца побивает жречество ученых
Леонид Курис: 

Яков Бердичевский — книжник, музейщик, пушкинист, непревзойденный эрудит, умница и циник, коллекционер Божьей милостью. Якова Исааковича уважают и побаиваются. И не зря — человек наблюдательный, бескомпромиссный и ироничный, он может так припечатать, что собеседник будет только беззвучно открывать рот, не находя слов…

## Публикации

### Книги
- Бердичевский. Книжные знаки Р. В. Копылова (альбом). — Киев-Нижний Тагил, 1966. Тир. 66 нумер экз.
- Бердичевский. Книжные знаки современников А. С. Пушкина. — Киев: Музей русского искусства. 1987. — 64 с. Тир. 700.
- Бердичевский. «Прошли года чредою незаметной…». Альманах к 200-летию со дня рождения А. С. Пушкина. — Берлин: Center der russischen Kultur «Welt-Mir», 1999. — 172 с. Тир. 1000.
- Бердичевский. Бердичеевы сказы о книжниках и коллекционерах града стольного Кыева в середине XX века — Киев, «Бутон», 2002. 288 с. Тираж: 1000 экз.; 2-е изд., испр. и доп. — Амстердам : Астериск, 2003. — 193 с. Тир. 300 нумер. экз.
- Бердичевский. Книжные знаки В. Н. Масютина и Н. В. Пузыревского. — Берлин: Center der russischen Kultur «Welt-Mir», 2003. — 134 с. Тир. 200 нумер. экз.
- Бердичевский. Народ книги (к истории еврейского библиофильства в России). Центр русской культуры WELT-MIR, 2005 г. — 354 с. Тир. 300 экз.; 2-е изд., доп. — К. : Дух і літера, 2005. — 348 с. — ISBN 966-72-73-46-6; 3-е изд., испр. и доп. — К. : Дух і літера, 2009. — 489 с. — ISBN 978-966-378-132-7
- Бердичевский, Яков Исаакович. Размышления о коллекционировании; Размышления об экслибрисе [Текст] / Я. Бердичевский. — К. ; Берлин : Бродович, 2005. — 172 с.
- Бердичевский. Книжные знаки современников Т. Г. Шевченко. — Киев-Берлин: Бродович, 2005. — 84 с. Тираж 150 нумер. экз.; 2-е изд., — Книжкові знаки сучасників Т. Г. Шевченка. — Київ; «Дух і літера», 2007. — 84 с.
- Бердичевский. Книжные знаки И. Д. Кириакиди. — Киев-Берлин: Бродович, 2007. — 194 с. Тир. 300 нумер. экз.
- Бердичевский. Полвека с экслибрисом. — К. : Бродович, 2008. — 201 с. Тир. 112.
- Бердичевский.Книжные знаки Павла Ковжуна и Миколы Бутовича. — Киев-Берлин: Бродович, 2008. — 198 с. Тир. 112 экз.
- Бердичевский.Сергей Сильванский — исследователь книжного знака. Книжные знаки Феликса Кидера. — Киев-Берлин: Бродович, 2009. — 126 с. Тир. 112.
- Бердичевский.Книжные знаки Евгения Синилова. — Киев-Берлин: Бродович, 2010. — 148 с. Тир. 112.
- Бердичевский.Книжные знаки Валантена Ле Кампиона. — Киев-Берлин: Бродович, 2011. — 136 с. Тир. 112.
- Бердичевский.Блокадные книжные знаки В. П. Белкина. — Киев-Берлин: Бродович, 2012. — 56 с. Тир. 112.
- Бердичевский.Книжные знаки С. Б. Юдовина и Е. С. Минина. — Киев-Берлин: Бродович, 2013. — 102 с. Тир. 112.
- Бердичевский.Книжные знаки С. М. Гебус-Баранецкой. — Киев-Берлин: Бродович, 2013. — 164 с. Тир. 112.
- Бердичевский.Ведун книжного знака (Б. А. Вилинбахов). — Киев-Берлин: Бродович, 2013. — 102 с. Тир. 112.
- Бердичевский.Книжные знаки современников М. Ю. Лермонтова. — Киев-Берлин: Бродович, 2013. — 118 с. Тир. 112.

### Статьи
- Реальність казки (гравюри Олександра Губарєва). / ж. «Соціалістична культура», № 11. 1969.
- Мініатюри Георгія Малакова. / ж. «Україна», № 23. 1972.
- Мистецтво екслібриса. / Наш друг — книга. К.: Реклама. 1977.
- Библиофильские редкости на Украине. / Альманах библиофила. № 23. М., 1987.
- Пушкин и Украина. Доклад на Международной Пушкинской конференции в Геттингенском университете (Германия) в октябре 1992 года. / ж. «Родная речь», № 2. Ганновер (Германия). 1999.
- Обретенный уникум. / Невский библиофил. № 9. СПб, 2004.
- Старая книга. / Альманах библиофила. № 30. М., 2006.
- Об искусстве Аркадия и Геннадия Пугачевских. / Гравюры Аркадия и Геннадия Пугачевских. Альбом. Киев: Бродович. 2007.
- Книжные знаки Русского Зарубежья. / Российский экслибрисный журнал. № 4-9. М., 2006—2009.
- Из блокнота книжного старателя. / Библиофилы России. тт. 5-11. М., 2008—2014.
- Моя жизнь с книгой или книга в моей жизни. / Библиофильство и личные собрания. Материалы 1-й Международной конференции. М.: Пашков дом. 2011.
- Одесские встречи: поиски и находки. / ж. Про книги. № 22. М., 2012.
- О художнике Василии Масютине и его пушкинских работах. / Пушкин А. С. Руслан и Людмила. Бахчисарайский фонтан. Сказка о Золотом петушке. Анчар.: илл. В. Н. Масютина. М.: Фортуна ЭЛ. 2012.
- Библиофильские традиции лицеистов. / Библиофильство и личные собрания. Материалы 2-й Международной конференции. М.: Пашков дом. 2013.
- Чудо-штихель нашего Мастера. / Книжные знаки Яниса Кириакидиса. Альбом. Афины, 2013.
- Венценосный ученик великого русского гравера. / ж. Библиофильские известия. № 20. М., 2014.

### Каталоги
- Книжные знаки К. С. Козловского. — Воронеж, 1964.
- Книжные знаки К. С. и К. К. Козловских. — Кемерово, 1965.
- 100 гравюр Георгия Малакова. — Воронеж, 1969.
- 100 гравюр Георгия Малакова. — Барановичи, 1969.
- Графика Василя Лопаты. — Воронеж, 1973.
- Книжная графика Василя Лопаты. — Баку, 1973.
- Графика Владимира Боканя. — Челябинск, 1974.
- Книжные знаки украинских художников. — Братислава (Чехословакия), 1980.
- Книжные знаки киевских книголюбов. — Киев, 1982.
- Пушкиниана из собрания Я. И. Бердичевского. — Киев, 1982.
- Книжные знаки современников А. С. Пушкина : кат. выст. / Киев. музей рус. искусства; [сост. : Я. И. Бердичевский; под ред. : Т. Н. Солдатова]. — К. : Б. и. , 1987. — 64 с. : ил. — Библиогр. : с. 62-63 (42 назв.).
- М. Ю. Лермонтов (к 175-летию со дня рождения). — Киев, 1989.
- Графика Н. В. Кузьмина (к 100-летию со дня рождения). — Киев, 1990.

## Награды и премии
- Медаль А. С. Пушкина (к 200-летию со дня рождения; 1999)
- Серебряная медаль А. С. Пушкина Германской Епархии Русской Православной Церкви Заграницей; 1999.
- Медаль первопечатника Ивана Федорова («за многолетнюю и самоотверженную работу во имя и во славу Книги»; 2004)
- Медаль к 170-летию выхода первого номера пушкинского журнала «Современник» (всего 25 награждений; 2006)
- Медаль Удо Иваска (международная награда «за результативные экслибрисоведческие исследования»; 2007).
- Медаль Н. П. Смирнова-Сокольского («за личный вклад в развитие отечественного библиофильства»; всего 10 награждений; 2013)
- Художественная премия «Петрополь» («за создание музея А. С. Пушкина в Киеве и уникальную жизнь библиофила»; 2013).
- Почетный сертификат имени сэра А. В. Фрэнкса (1826—1897), хранителя Британского музея (международная награда; «за успехи в коллекционировании и меценатство»; 2013)